# Symbrenthia hypselis
Symbrenthia hypselis – gatunek motyla z rodziny rusałkowatych i podrodziny Nymphalinae. Zamieszkuje krainę orientalną, od północnych Indii, Bangladeszu, południowych Chin i Tajwanu po Indonezję.

## Taksonomia
Gatunek ten po raz pierwszy opisany został w 1824 roku przez Jean-Baptiste’a Godarta pod nazwą Vanessa hypselis. Wyróżnia się w jego obrębie 6 podgatunków:
- Symbrenthia hypselis balunda Staudinger, 1897
- Symbrenthia hypselis cotanda Moore, 1875
- Symbrenthia hypselis optatus Fruhstorfer, 1912
- Symbrenthia hypselis ottilia Fruhstorfer, 1898
- Symbrenthia hypselis redesilla Fruhstorfer, 1907
- Symbrenthia hypselis sinis de Nicéville, 1891

## Morfologia
Motyl o rozpiętości skrzydeł od 40 do 50 mm. Wierzch skrzydeł ma czarny z pasami barwy pomarańczowej do czerwonawej. Spód skrzydeł ma wzór obejmujący brązowe lub czarne prostokąty na białym lub żółtym tle. Tylne skrzydła mają na spodzie także czarne, niebiesko obrzeżone plamy oczne oraz podwójną białą linię wzdłuż charakterystycznie powycinanego brzegu tylnego. Rozmiary samic są większe, a ich ubarwienie jest jaśniejsze niż w przypadku samców.
Gąsienica ma na ciele rozwidlone kolce.

## Ekologia i występowanie
Owad ten zasiedla równikowe lasy deszczowe. Do roślin żywicielskich gąsienic należą Girardinia heterophylla, Debregeasia bicolor, Boehmeria densiflora i szczmiel biały (Boehmeria nivea). Postacie dorosłe są aktywne za dnia.
Gatunek orientalny, rozprzestrzeniony od północnych Indii, Bangladeszu, południowych Chin i Tajwanu przez Mjanmę, Kambodżę, Laos, Wietnam, Tajlandię i Malezję Zachodnią po wyspy Sumatrę, Borneo i Jawę.